# Агностичний теїзм
Агностичний теїзм — філософська позиція, що об'єднує точки зору теїзму і 
агностицизму на існування божеств. Як теїст агностичний теїст вірить, що хоча б одне божество існує, але як агностик вважає, що істинність чи хибність такого припущення невідомі або (скоріше) принципово непізнавані. Вважається, що Іммануїл Кант належав до цієї категорії.